# Roger Pellegrino
Pour les articles homonymes, voir Pellegrino.
Ne doit pas être confondu avec le parfumeur français des années 1980-1990.
Roger Pellegrino, né le 12 mars 1913 à Sfax (Tunisie) et mort le 5 février 1994 à Cannes, est un footballeur français.

## Carrière
Né en 1913 en Tunisie au temps du protectorat français, Roger Pellegrino est footballeur au Racing Club de Tunis, au poste d'ailier gauche. Pendant son service militaire, à Saint-Raphaël, il joue au Stade raphaëlois et s'y fait remarquer. Il joue ensuite à Fréjus puis en 1936 est recruté par l'OGC Nice, qui évolue alors en deuxième division du championnat de France. Il y fait deux saisons puis est transféré au FC Sète, en première division, contre 25 000 francs. Lors de sa première saison, en 1938-1939, il inscrit 12 buts en 25 apparitions et contribue ainsi largement au 2e titre de champion de France remporté par le club sétois. Il semble jouer à Sète encore une saison ou deux.
En 1941, il dit renoncer à la carrière de footballeur professionnel et apprend le métier de moniteur à l'école des athlètes d'Antibes. En 1943, il est footballeur et « moniteur » au bataillon de Joinville, réinstallé en région parisienne, et entraîneur de jeunes au Racing Club de Paris. Il est affecté en 1943-1944 à l'Équipe fédérale Paris-Capitale : il joue de nouveau au plus haut niveau français, mais ne reprend pas pour autant sa carrière de footballeur par la suite. En 1946, il fonde le « Club » de Poissy.
Il meurt le 5 février 1994 à Cannes.

## Palmarès
- Champion de France : 1939 (FC Sète)